# Lonchura
A Lonchura a madarak osztályának verébalakúak (Passeriformes) rendjébe és a díszpintyfélék (Estrildidae) családjába tartozó nem.

## Rendszerezésük
A nemet William Henry Sykes angol zoológus és ornitológus írta le 1832-ben, az alábbi fajok tartoznak ide:
- Timor-szigeti rizspinty vagy barna rizspinty (Lonchura fuscata)
- rizspinty (Lonchura oryzivora)
- hegyesfarkú bronzpinty vagy csíkoshátú bronzpinty (Lonchura striata)
- jávai bronzpinty (Lonchura leucogastroides)
- borneói bronzpinty (Lonchura fuscans)
- malukui bronzpinty (Lonchura molucca)
- muskátpinty (Lonchura punctulata)
- Jerdon bronzpintye (Lonchura kelaarti)
- fehérhasú bronzpinty (Lonchura leucogastra)
- sötétszínű bronzpinty (Lonchura tristissima)
- fehérpettyes bronzpinty (Lonchura leucosticta)
- ötszínű apácapinty (Lonchura quinticolor)
- háromszínű apácapinty vagy feketehasú apácapinty  (Lonchura malacca)
- feketefejű apácapinty (Lonchura atricapilla)
- jávai apácapinty vagy feketetorkú apácapinty (Lonchura ferruginosa)
- fehérfejű apácapinty (Lonchura maja)
- sárgahasú apácapinty vagy fakó apácapinty (Lonchura pallida)
- vastagcsőrű apácapinty (Lonchura grandis)
- fehérarcú apácapinty (Lonchura vana)
- szürkefejű apácapinty (Lonchura caniceps)
- fehérkoronás apácapinty (Lonchura nevermanni)
- fehérhasú apácapinty (Lonchura spectabilis)
- Forbes-apácapinty (Lonchura forbesi)
- Hunsein-apácapinty (Lonchura hunsteini)
- fehérfejű nádipinty vagy sárga nádipinty  (Lonchura flaviprymnaa)
- barnamellű nádipinty (Lonchura castaneothorax)
- fekete apácapinty (Lonchura stygia)
- feketemellű nádipinty (Lonchura teerinki)
- hegyi nádipinty (Lonchura monticola)
- havasi nádipinty (Lonchura montana)
- új-britanniai nádipinty (Lonchura melaena)